# Deon Estus
Deon Estus, né Jeffery Deon Estus le 4 juillet 1956 à Détroit (Michigan) et mort le 11 octobre 2021, est un auteur-compositeur-interprète et bassiste américain. 
Il est connu pour avoir été le bassiste du chanteur britannique George Michael et de son groupe Wham!. En 1988, Deon Estus a sorti un album intitulé Spell.

## Biographie
Deon Estus est né en 1956 à Détroit. En 1974, il est diplômé de la Northwestern High School, où il fait partie de la chorale de son lycée. À cette époque, James Jamerson des Funk Brothers lui a notamment enseigné la guitare basse.
Pendant son adolescence, Deon Estus enregistre des chansons avec le groupe Brainstorm. Au début des années 1980, il voyage en Europe et vit en Belgique et en Irlande, avant de s'installer en Angleterre. Il travaille notamment avec les musiciens de Marvin Gaye. 
Deon Estus rejoint ensuite le groupe de pop britannique Wham!. Il participe à ses concerts, notamment en Chine en 1985. Il accompagne également le chanteur George Michael pendant ses tournées entre 1988 et 1991.
En 1988, Deon Estus sort un album intitulé Spell, en partie produit par George Michael. Le chanteur participe d'ailleurs aux chœurs de la chanson Heaven Help Me. 

## Discographie

### Album
- 1988 : Spell

### Singles
| Year | Song              | US Hot 100 | US R&B | US A.C. | US Dance | Canada | UK Singles | Album |
| ---- | ----------------- | ---------- | ------ | ------- | -------- | ------ | ---------- | ----- |
| 1988 | Me or the Rumours | -          | -      | -       | 15       | -      | -          | Spell |
| 1989 | Heaven Help Me    | 5          | 3      | 3       | -        | 4      | 41         | Spell |
| 1989 | Spell             | -          | 74     | 11      | -        | -      | -          | Spell |